# بریج‌واتر (آیووا)
بریج‌واتر (به انگلیسی: Bridgewater) شهری در ایالت آیووا کشور ایالات متحده آمریکا است که جمعیت آن در سرشماری سال ۲۰۱۰ میلادی، ۱۸۲ نفر بوده‌است.